# Hideo Yokoyama
Hideo Yokoyama (Tokio, 17 januari 1957) is een Japans onderzoeksjournalist en fictieschrijver in Tokio. Zijn boeken spelen zich af in het milieu van de pers.